# 米汝厚
米汝厚（1853年—1918年），字献臣，清末民初民族资本家。山东济宁州人，回族，江苏候补知县， 宁阳华丰煤矿创始人、终生经理。
其父米协麟做过清朝东明县知县，曾在洋务派大官僚李鸿章支持下兴办 “嶧县中兴矿局”；后改组为“枣庄中兴公司”（曾用名：华德中兴公司）并发展成为山东、也是全国第一家民族资本煤矿企业。
米汝厚幼承家学，随其父在中兴矿初涉矿务，又于光绪廿二年（1896年）应金铭函招至枣庄，与绅士金铭、李朝相共同创办“公兴民矿”；该矿是中兴矿局被封禁后.华德中兴公司开办前的过渡，后并入华德中兴公司。米汝厚在公兴民矿创办过程中，更加精熟矿业并树立独立创业之志。
光绪三十年（1904年），米汝厚由枣庄到宁阳县磁窑村附近开矿，先与当地绅士魏以坤合作，后魏退股；米汝厚独立办矿，为谋发展、积极向官府申领开矿执照、签约租赁矿区土地三十二年、划定矿界.购买关闭境内无序乱采小煤井。以杜隐患，排除干扰.锲而不舍，筹集股金银洋四万二千余元。于清光绪卅四年（1908年）在宁阳县东磁窑村王家大院召开股东大会，米汝厚提议：“我们办矿就要给煤矿起个好名字，以“华丰”命名.‘华’指中华.华丽.华茂；‘丰’指丰收.丰满.丰裕之意。全体股东热烈鼓掌通过，自此诞生了当时仅次于中兴煤矿全部民族资本的山东第二大矿--华丰煤矿。
到1918年，米汝厚任华丰煤矿经理十年间.更新了设备、采用了德国机器，安装了锅炉、发电机、铺设了井下铁路、井深达480米，年产煤达到了6万吨。并采用当时先进的资本主义公司制度、较科学地管理企业，十年间.除分红外，积累资金十七万元，用于煤矿扩大再生产；也曾经历土匪绑票勒索，侵占抢劫。但都挺了过来，使企业得到持续发展，米汝厚鞠躬尽瘁、积劳成疾，病故于1918年华丰煤矿经理任上。由于华丰煤矿十几年的发展，在煤矿驻地形成了京沪之间的工业名镇-华丰镇；“华丰”作为地名.铁路站名沿用至今。
华丰煤矿在中国近代民族工业发展史上占有重要地位，20世纪的初叶，华丰和中兴两家煤矿南北呼应，成为津浦铁路线上的两颗黑色明珠。